# 実玄
実玄（じつげん、文明18年（1486年）- 天文14年3月15日（1545年5月5日））は、戦国時代の浄土真宗の僧である。勝興寺住持。光教寺住持蓮誓の次男で、蓮能の弟、顕誓の兄。幼名は光菊、諱は兼芸。妻は願証寺、顕証寺住持蓮淳の娘。子に実照室、証玄、玄宗、顕栄。
父蓮誓は実玄が生まれる前の文明11年（1479年）に越中土山御坊に入ったが、文明16年（1484年）または文明17年（1485年）頃に加賀山田坊（現在の石川県加賀市）に移り、実玄が生まれた文明18年に光教寺を建立した。これは祖父の本願寺8世法主蓮如の指図で父は土山御坊から山田坊へ移る代わりに、実玄を土山御坊の元々の所有者である勝如尼の娘如秀の猶子にして、土山御坊の移転先である高木場御坊を相続させることが決められたからであった。実玄の高木場御坊移転は明応3年（1494年）とされる。
しかし、越中で打出坊・赤田坊など坊舎を建立して門徒拡大に乗り出していた矢先の永正15年（1518年）、叔父の本願寺9世法主実如により新坊舎建立を禁止された上、翌永正16年（1519年）にもう1人の叔父（実如の弟）で加賀一向一揆を率いる若松本泉寺住持蓮悟が越後守護代長尾為景と越中守護代神保慶宗の紛争に介入しなかったことに不満を抱いた。この紛争の最中に高木場御坊が原因不明の焼失に遭ったため、安養寺御坊（勝興寺）を建てて移転した。同年、舅の蓮淳と従弟で相婿の円如による本願寺の一門制が敷かれ、例外的に一門衆に加えられた。
実如の没後は蓮淳に接近して弟の光教寺住持顕誓や蓮悟と疎遠になり、享禄4年（1531年）の大小一揆では顕誓と実顕（円如と実玄の相婿）が加賀の支配権を巡って争ったが、実玄は大一揆に与して小一揆の没落後は瑞泉寺と共に越中一向一揆の指導者層に立った。天文14年（1545年）に死去、次男の玄宗が後を継いだ。